# San Isidro (Kostaryka)
San Isidro – dystrykt w Kostaryce, w kantonie El Guarco, w prowincji Cartago.

## Geografia
San Isidro ma powierzchnię 134,73 kilometrów kwadratowych i leży na wysokości 1388 m n.p.m.

## Demografia
Według spisu z 2011 roku dystrykt San Isidro liczył 9828 mieszkańców.

## Transport

### Transport drogowy
Przez dystrykt San Isidro biegną następujące drogi krajowe:
- Droga krajowa nr 2
- Droga krajowa nr 222
- Droga krajowa nr 226
- Droga krajowa nr 315
- Droga krajowa nr 406